# آسیاب مورچه
آسیاب مورچه پدیده‌ای است که در آن گروهی از مورچه‌های سرباز از گروه اصلی جستجوگر جدا می‌شوند، راهنمایی سایر مورچه‌ها که توسط فرومون است را از دست می‌دهند و شروع به دنبال کردن یکدیگر می‌کنند و دایره‌ای در حال چرخش را تشکیل می‌دهند که معمولاً به عنوان مارپیچ مرگ نیز شناخته می‌شود، چون مورچه‌ها ممکن است در نهایت از خستگی این گردش بی ثمر بمیرند. این رویداد در آزمایشگاه‌ها تکثیر شده و در شبیه‌سازی کلونی مورچه‌ها تولید شده است. این پدیده یک عارضه جانبی از ساختار خودسازمانده کلونی مورچه‌ها است. هر مورچه مورچه ای را که در جلوی خود قرار دارد دنبال می‌کند، تا زمانی که یک انحراف جزئی شروع به رخ دادن شود، معمولاً توسط یک واقعه در محیط و آسیاب مورچه شکل می‌گیرد. آسیاب مورچه برای اولین بار در سال ۱۹۲۱ توسط ویلیام بیبی توصیف شد که یک آسیاب با قطر ۳۷۰ متر را مشاهده کرد. هر مورچه دو ساعت و نیم طول می‌کشید تا یک دور کامل را بزند. پدیده‌های مشابهی در کرم پیله‌ساز و ماهی‌ها نیز مشاهده شده است.
اغلب مورچه‌ها از حس بینایی برای مسیریابی و حرکت استفاده می‌کنند؛ اما برخی مورچه‌ها مانند مورچه‌های شکارچی فاقد بینایی هستند و از حس بویایی برای مسیر یابی استفاده می‌کنند.

## در فرهنگ عامه
- این پدیده الهام بخش آهنگ Lemon Demon " Spiral of Ants " است.[۵]